# Fūma Kikuchi
Fūma Kikuchi (菊池 風磨?, Kikuchi Fūma; Tokyo, 7 marzo 1995) è un cantante, attore e modello giapponese.
È inoltre uno dei membri della boy band j-pop Sexy Zone.

## Carriera
Nel 2008 viene formato il gruppo B.I.Shadow, costituito dai membri dei Johnny's Jr. Kento Nakajima, Fūma Kikuchi, e Misaki Takahata. In quell'anno il gruppo partecipa al dorama Scrap Teacher: Kyōshi saisei.
Il 29 settembre 2011 viene annunciato il debutto dei Sexy Zone, un nuovo gruppo composto da cinque membri, uno dei quali è Fūma.

## Filmografia

### Dorama
- Scrap Teacher: Kyōshi saisei (スクラップ・ティーチャー〜教師再生〜?) (Nihon TV, 2008)
- SMAP ganbarimasu!! (SMAPがんばりますっ!!?) (TV Asahi, 2009)
- Hanchō ~Jinnansho Azumihan~ (ハンチョウ〜神南署安積班〜?) (TBS, 2010)
- Wataru Seken wa Oni Bakari (渡る世間は鬼ばかり?) (TBS, 2011)
- Mirai nikki -ANOTHER:WORLD- (未来日記-ANOTHER:WORLD-?) (Fuji TV, 2012)
- Kamen Teacher (仮面ティーチャー?) (Nihon TV, 2013)
- GTO (KTV, 2014)
- Naniwa Kinyūdō (新ナニワ金融道?) (Fuji TV, 2015)
- Algernon ni hanataba o (TBS, 2015)

### Cinema
- Kamen Teacher (仮面ティーチャー?)  (2014)